# Kundun (bande originale)
Pour les articles homonymes, voir Kundun.
Kundun est la bande originale du film Kundun de Martin Scorsese. Elle a été composée en 1997 par Philip Glass.
La musique est dirigée par Michael Riesman, et interprétée par Dhondup Namgyal Khorko (cors tibétains, cymbales), Alan Raph (trombone basse), Lauren Goldstein-Stubbs (basson, contrebasse), Gordon Gottlieb (percussions), Steven Hartman (clarinette, clarinette basse), Susan Jolles (harpe), Sharon Moe (cor), Michael Riesmman (piano, celeste, synthesizer), Henry Schuman (hautbois), Richard Sher (violoncelle), Andrew Sherman (piccolo), Carol Wincenk (flute), Wilmer Wise (trompette).
La bande originale recevra une nomination aux Oscars et aux Golden Globes de 1998. Elle recevra le Sierra Award de la meilleure musique de film au Las Vegas Film Critics Society.

## Pistes
| No  | Titre                 | Durée |
| --- | --------------------- | ----- |
| 1.  | Sand Mandala          | 4:04  |
| 2.  | Northern Tibet        | 3:21  |
| 3.  | Dark Kitchen          | 1:32  |
| 4.  | Choosing              | 2:13  |
| 5.  | Caravan Moves Out     | 2:55  |
| 6.  | Reting's Eyes         | 2:18  |
| 7.  | Potala                | 1:29  |
| 8.  | Lord Chamberlain      | 2:43  |
| 9.  | Norbu Plays           | 2:12  |
| 10. | Norbulingka           | 2:17  |
| 11. | Chinese Invade        | 7:05  |
| 12. | Fish                  | 2:10  |
| 13. | Distraught            | 2:59  |
| 14. | Thirteenth Dalai Lama | 3:23  |
| 15. | Move to Dungkar       | 5:04  |
| 16. | Projector             | 2:04  |
| 17. | Lhasa at Night        | 1:58  |
| 18. | Escape to India       | 10:05 |

## Liens
- (en) Kundun sur le site officiel de Philip Glass